# Усманов Гумер Ісмагілович
Гумер Ісмагілович Усманов (16 березня 1932, місто Чистополь, тепер Татарстан, Російська Федерація — 23 лютого 2015, місто Казань, Татарстан, Російська Федерація) — радянський державний діяч, секретар ЦК КПРС, 1-й секретар Татарського обкому КПРС, голова Ради міністрів Татарської АРСР. Член ЦК КПРС у 1986—1990 роках. Заступник голови Російського бюро ЦК КПРС з 9 грудня 1989 по 19 червня 1990 року. Депутат Верховної Ради СРСР 7—11-го скликань. Член Президії Верховної Ради СРСР 11-го скликання. Народний депутат СРСР (1989—1991).

## Життєпис
Народився в родині робітника. У 1950 році закінчив Чистопольський технікум механізації сільського господарства.
У 1950—1953 роках — учитель Усадської школи механізації сільського господарства Високогорського район Татарської АРСР.
Член КПРС з 1953 року.
У 1953—1954 роках — 1-й секретар Високогорського районного комітету ВЛКСМ Татарської АРСР.
У 1954—1956 роках — інструктор-викладач Чистопольського технікуму механізації сільського господарства в Татарській АРСР.
У 1956—1960 роках — лектор Чистопольського міського комітету КПРС Татарської АРСР.
У 1960—1962 роках — секретар, 2-й секретар, 1-й секретар Чистопольського міського комітету КПРС Татарської АРСР.
У 1961 році закінчив заочно Казанський сільськогосподарський інститут.
У 1962—1965 роках — начальник Челнінського виробничого колгоспно-радгоспного управління Татарської АРСР.
У 1965—1966 роках — 1-й секретар Буїнського районного комітету КПРС Татарської АРСР.
У травні 1966 — 29 жовтня 1982 року — голова Ради міністрів Татарської АРСР.
29 жовтня 1982 — 23 вересня 1989 року — 1-й секретар Татарського обласного комітету КПРС.
20 вересня 1989 — 13 липня 1990 року — секретар ЦК КПРС.
З липня 1990 року — персональний пенсіонер союзного значення в місті Казані.

## Нагороди і звання
- орден Жовтневої Революції
- два ордени Трудового Червоного Прапора
- орден «Знак Пошани»
- орден «За заслуги перед Республікою Татарстан» (2007)
- медаль «За доблесну працю» (Татарстан, 2012)
- медалі